# 雄村
雄村是安徽省南部歙县南部雄村乡的一个村，是雄村乡政府所在地。下辖24个村民小组，3537人。
雄村为曹姓聚居地。于2014年3月7日公布为第六批中国历史文化名村。该村拥有以下文物保护单位：
- 竹山书院，全国重点文物保护单位
- 雄村五石坊（四世一品坊、大中丞坊、鲍氏墓坊、宗二公墓道坊、余庆堂门坊），安徽省文物保护单位
- 慈光庵，黄山市文物保护单位
- 学宪第门楼，歙县文物保护单位
- 曹颂衡宅，歙县文物保护单位
- 曹小华宅，歙县文物保护单位
- 洪福元宅，歙县文物保护单位
- 曹守仁宅，歙县文物保护单位

其他景点：
- 桃花坝
- 小南海
- 岑山渡
- 航埠头

## 名人
- 曹文埴
- 曹振镛